# Episodi di Miami Vice (quarta stagione)
La quarta stagione della serie televisiva Miami Vice, composta da 22 episodi, fu trasmessa negli Stati Uniti dal 25 settembre 1987 al 6 maggio 1988, sulla rete televisiva NBC.
In Italia la serie fu mandata in onda da Rai 2.
| nº | Titolo originale             | Titolo italiano              | Prima TV USA      | Prima TV Italia |
| -- | ---------------------------- | ---------------------------- | ----------------- | --------------- |
| 1  | Contempt Of Court            | Oltraggio alla corte         | 25 settembre 1987 |                 |
| 2  | Amen...Send Money            | Amen... e mandate offerte    | 2 ottobre 1987    |                 |
| 3  | Death and The Lady           | La morte e la signora        | 16 ottobre 1987   |                 |
| 4  | The Big Thaw                 | Alle soglie dell'immortalità | 23 ottobre 1987   |                 |
| 5  | Child's Play                 | Storie di ragazzi            | 30 ottobre 1987   |                 |
| 6  | God's Work                   | Padre e figlio               | 6 novembre 1987   |                 |
| 7  | Missing Hours                | Vuoto di ore                 | 13 novembre 1987  |                 |
| 8  | Like A Hurricane             | Rock e amore                 | 20 novembre 1987  |                 |
| 9  | The Rising Sun of Death      | Sol levante di morte         | 4 dicembre 1987   |                 |
| 10 | Love at First Sight          | Amore a prima vista          | 15 gennaio 1988   |                 |
| 11 | A Rock And A Hard Place      | Rock duro                    | 22 gennaio 1988   |                 |
| 12 | The Cows of October          | Il texano                    | 5 febbraio 1988   |                 |
| 13 | Vote of Confidence           | Voto di fiducia              | 12 febbraio 1988  |                 |
| 14 | Baseballs of Death           | Giocattoli mortali           | 19 febbraio 1988  |                 |
| 15 | Indian Wars                  | Guerriglia indiana           | 26 febbraio 1988  |                 |
| 16 | Honor Among Thieves?         | Il tribunale della malavita  | 4 marzo 1988      |                 |
| 17 | Hell Hath No Fury            | Vendetta implacabile         | 11 marzo 1988     |                 |
| 18 | Badge of Dishonor            | Medaglia al demerito         | 18 marzo 1988     |                 |
| 19 | Blood & Roses                | Dovere e simpatia            | 1º aprile 1988    |                 |
| 20 | A Bullet for Crockett        | Una pallottola per Crockett  | 15 aprile 1988    |                 |
| 21 | Deliver Us From Evil: Part 1 | Liberati dal male            | 29 aprile 1988    |                 |
| 22 | Mirror Image: Part 2         | Immagine allo specchio       | 6 maggio 1988     |                 |

## Rock e amore
- Titolo originale: Like A Hurricane
- Diretto da: Colin Bucksey
- Scritto da: Anthony Yerkovich, Robert Palm
- Interpreti: Don Johnson - Detective James Crockett, Philip Michael Thomas - Detective Ricardo Tubbs, Saundra Santiago - Detective Gina Calabrese, Michael Talbott - Detective Stan Switek, Olivia Brown - Detective Trudy Joplin, Edward James Olmos - Lieutenant Martin Castillo, Xander Berkeley - Tommy Lowell, Teller - Ralph Fisher, Tony Hendra - Gordon Wiggins, Toukie Smith - Angie, Caitlin's Assistant, Clayton Barclay Jones - Billy Crockett, Sheena Easton - Caitlin Davies, Lori Creevay - Secretary, Robert D'Avanzo - Ernesto, Norma Davids - Editor, Tony Delanova - Waiter, Bob Gerchen - Paul Fremont, Peter Haig - Steve Owens

### Trama
Crockett viene ingaggiato per fare da guardia del corpo ad una cantante. I due si innamoreranno.

## Una pallottola per Crockett
- Titolo originale: A Bullett for Crockett
- Diretto da: Donald L. Gold
- Scritto da: Anthony Yerkovich, Peter Lance, Michael Duggan
- Interpreti: Don Johnson - Detective James Crockett, Philip Michael Thomas - Detective Ricardo Tubbs, Saundra Santiago - Det. Gina Calabrese, Michael Talbott - Detective Stan Switek, Olivia Brown - Detective Trudy Joplin, Edward James Olmos - Lieutenant Martin Castillo, Jesse Borrego - Enrique 'Rique' Lorca-Mendez, Martin Ferrero - Izzy Moreno, Joseph Arena - Dr. Stillman, Delma Christen - E.R. Nurse, Janet Choute - Nurse, Joan Clarke - Reporter #2, Dave Corey - Reporter #1, Dan Cuoco - E.M. Tech #2, Arthur Disken - Trauma Doctor, Vernon Keith Oster - E.M. Tech, Lisa Vidal - Angel Montepina, Stefen Laurantz - Calderone

### Trama
Durante uno scambio di droga denaro, durante un inseguimento, Crockett viene colpito da una pallottola.

### Colonna sonora
- Phil Collins, In the Air Tonight
- Crowded House, Don't Dream It's Over
- The Waterboys, Be My Enemy
- Pat Benatar, Diamond Field
- Steve Winwood, There's A River
- Glenn Frey, Smuggler's Blues